# ریمیکس (آلبوم لیدی گاگا)
«ریمیکس» (به انگلیسی: The Remix) آلبومی از هنرمند اهل ایالات متحده آمریکا لیدی گاگا است که در سال ۲۰۱۰ میلادی منتشر شد.